# خاره‌چسب زمخت
خاره‌چسب زمخت (نام علمی: Patella rustica) نام یک گونه از تیره کشکک‌داران است.